# Johann Melchior Wyrsch

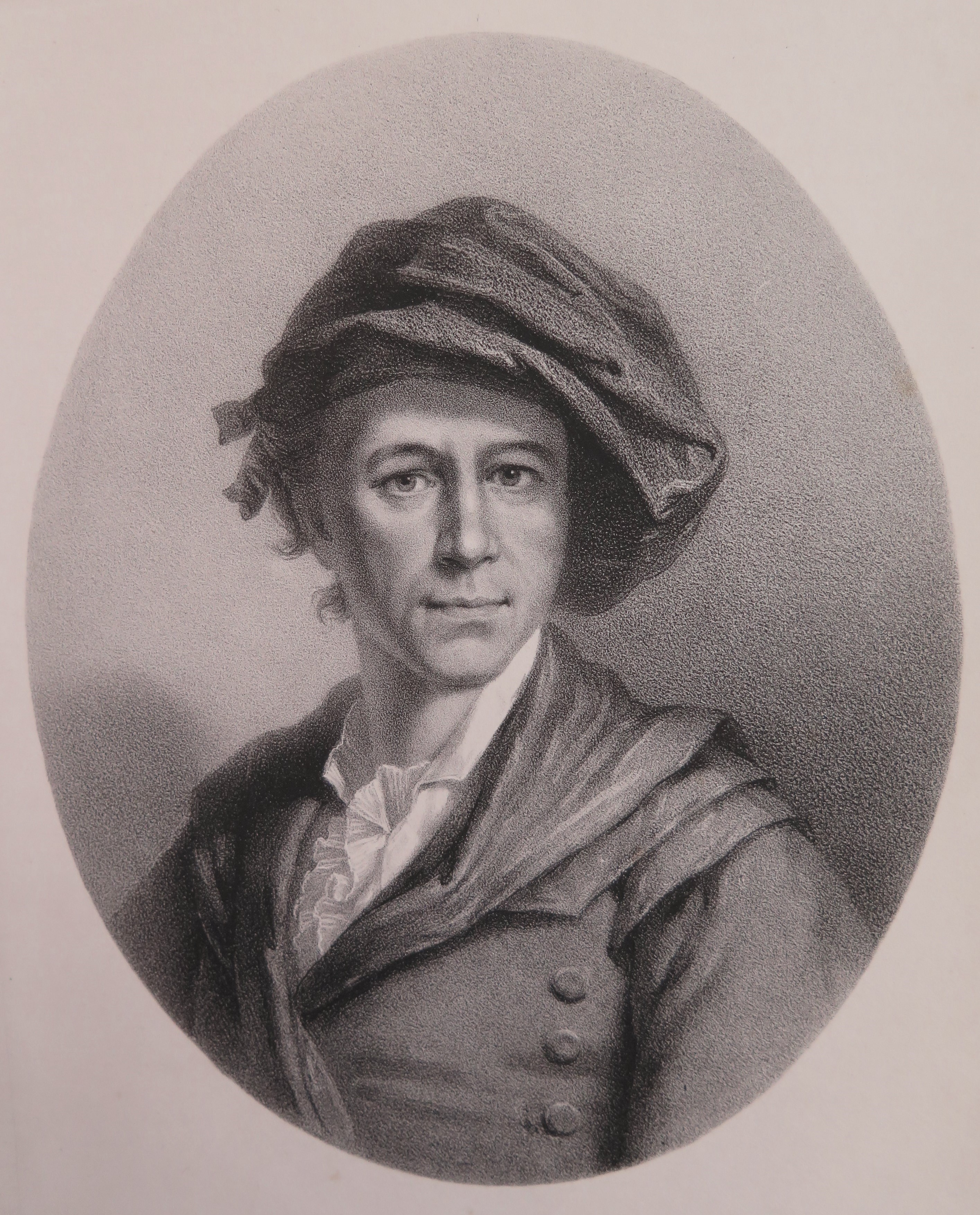
Melchior Wyrsch

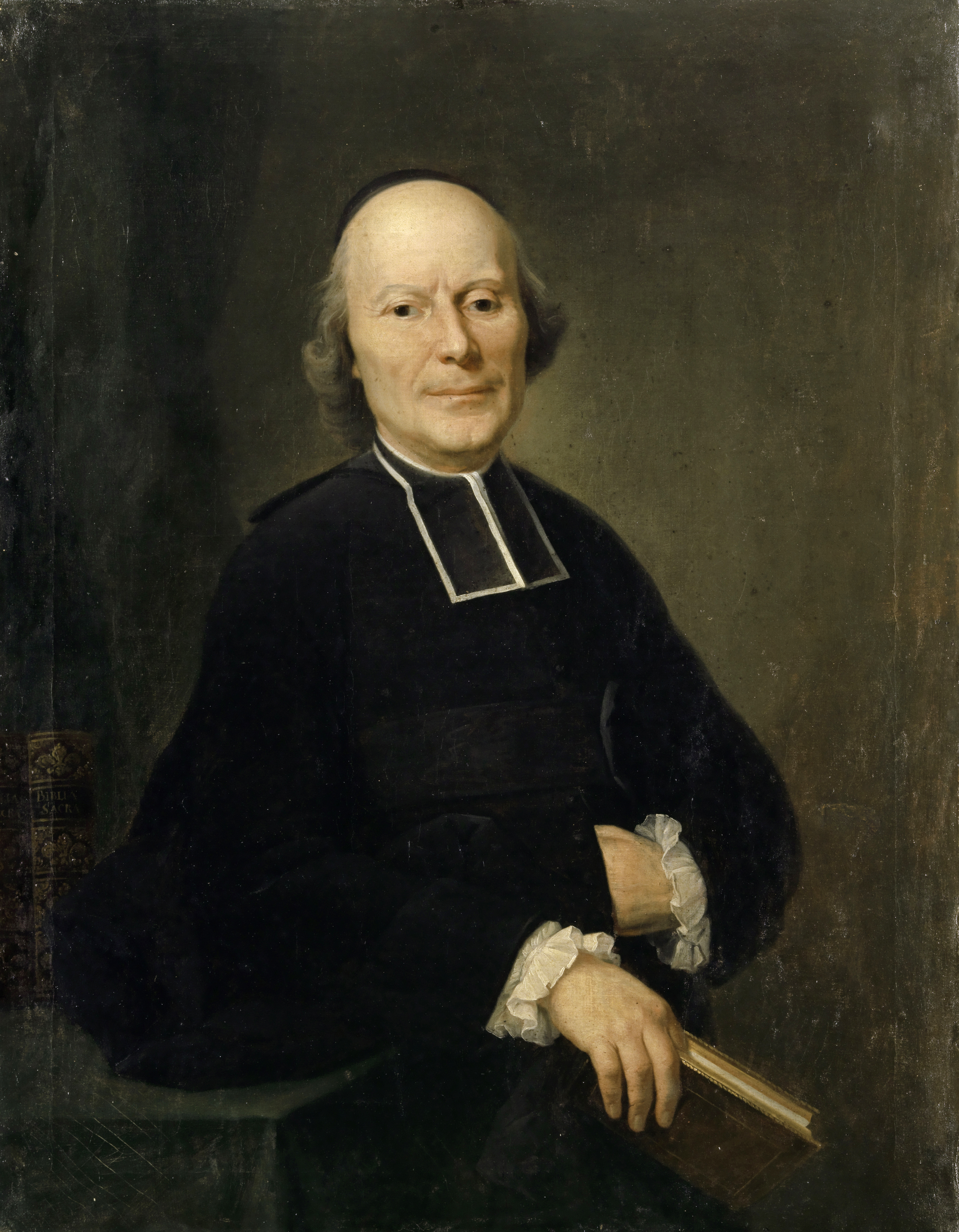
Johann Melchior Wyrsch: Bildnis des Jean Baptiste Joseph Bolard, 1771, Kunstmuseum Basel

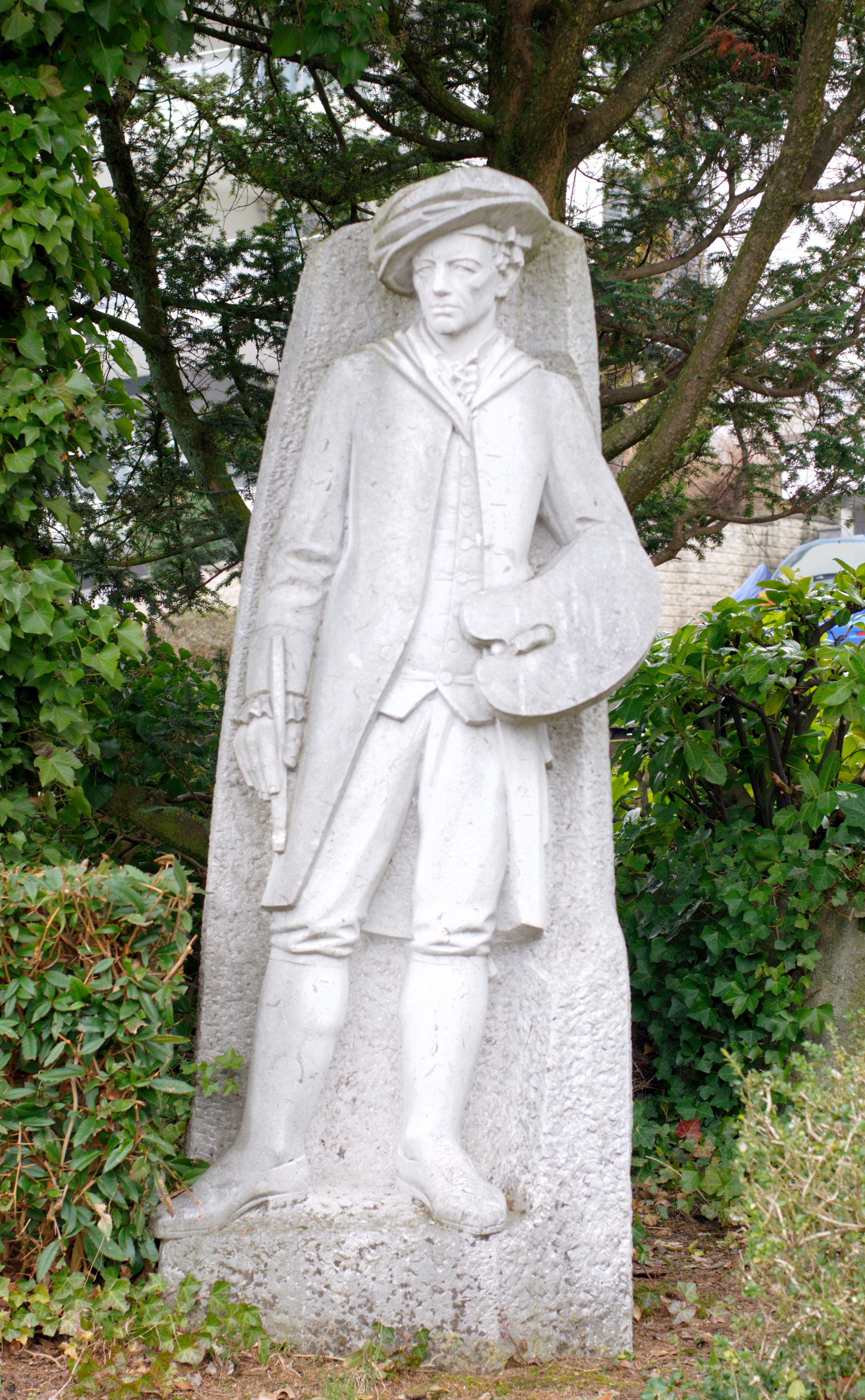
Statue von Melchior Wyrsch in Buochs

Johann Melchior Wyrsch (* 21. August 1732 in Buochs; † 9. September 1798 ebenda) war ein Schweizer Porträtmaler des 18. Jahrhunderts.

## Leben
Johann (Jean) Melchior Wyrsch begann seine Ausbildung zum Maler 1745 bei Johann Michael Suter in Luzern und Franz Anton Kraus in Einsiedeln. Zwischen 1753 und 1754 hielt er sich auf der obligaten Studienreise in Italien auf, hierbei vor allem in Rom und Neapel. Anschliessend kehrte er in die Schweiz zurück und nahm seine Tätigkeit als Porträt- und Kirchenmaler auf. 1767 wurde er Freimaurer. Im Sommer 1768 zog er nach Besançon, wo er zahlreiche Porträts malte, so 1769 den General Le Michaud d’Arçon (heute im Musée Municipal de Pontarlier) und Schweizer Söldnerführer in französischen Diensten. Zusammen mit dem Bildhauer Luc Breton, den er in Rom kennengelernt hatte, gründete er 1773 eine Akademie für Malerei und Zeichnen (Académie de peinture et de dessin) in Besançon.
1777 reiste er nach Paris und kehrte nach Besançon zurück, wo er 1784 zum Ehrenbürger ernannt wurde. Im selben Jahr zog er nach Luzern und gründete dort wiederum eine Schule für Kunstmaler, deren Nachfolger heute die Fachklasse Grafik Luzern und die Hochschule Luzern – Design & Kunst sind. Infolge einer zunehmenden Erblindung, die er dem Grauen Star zuschrieb, zog er sich nach Buochs zurück, wo er bei der Eroberung Nidwaldens durch die Truppen Napoleon Bonapartes ermordet wurde.
Im Übergang von Barock und Rokoko einerseits zu Klassizismus und Romantik andererseits vollzog Wyrsch die Entwicklung vom Standesporträt zur differenzierten Charakterisierung eines einzelnen Individuums. Er war im „aufgeklärten Patriarchalismus“ der Alten Eidgenossenschaft verankert, sein Werk weist jedoch bereits auf das liberale bürgerliche Zeitalter. Als Sakralmaler – zahlreiche Altäre in der Innerschweiz und in der Franche-Comté sind heute noch mit seinen Gemälden geschmückt – blieb der Innerschweizer Maler der spätbarocken Tradition verhaftet. Dennoch ist ihm in seiner Heimat kein zeitgenössischer Kirchenmaler als gleichwertig an die Seite zu stellen.

## Ehrungen
Als Ehrenbürger der Stadt Besançon wurde eine Strasse nach ihm (Rue Jean Wyrsch) benannt.